# Dodécadodécaèdre tronqué
En géométrie, le dodécadodécaèdre tronqué est un polyèdre uniforme non-convexe, indexé sous le nom U59.

## Coordonnées cartésiennes
Les coordonnées cartésiennes pour les sommets d'un dodécadodécaèdre tronqué centré à l'origine sont toutes les permutations paires de
(±1, ±1, ±3)
(±1/τ, ±1/τ2, ±2τ)
(±τ, ±2/τ, ±τ2)
(±τ2, ±1/τ2, ±2)
(±(2τ−1), ±1, ±(2τ−1))
où τ = (1+√5)/2 est le nombre d'or (quelquefois écrit φ).